# Рубинштейн, Софья Григорьевна
Софья Григорьевна Рубинштейн (1841 (или 1843) ― 31 декабря 1918, Москва) — русская камерная певица и педагог. Младшая сестра пианистов Антона и Николая Рубинштейнов.

## Биография
Училась искусству пения у известной шведской певицы Генриетты Ниссен-Саломан в Санкт-Петербурге, после чего несколько лет давала концерты. Утверждается, что она обладала небольшим голосом красивого тембра и в своём камерном репертуаре с особым мастерством исполняла романсы Ф. Шуберта и Р. Шумана.
Считается, что Софья Григорьевна была связана с революционными кругами и, будучи в Одессе, укрывала у себя дома будущего организатора покушения на Александра II А. И. Желябова.
До 1900 года в течение долгого времени проживала в Одессе, где считалась уважаемой преподавательницей пения, а затем переехала в Москву, где продолжила свою преподавательскую карьеру. Вместе с А. Н. Амфитеатровой-Левицкой принимала участие в создании «Народной консерватории», существовавшей в 1906―1916 гг. В учебную программу для своих учеников включала произведения А. С. Даргомыжского, С. В. Рахманинова, А. Г. Рубинштейна, П. И. Чайковского, Ф. Шуберта, Р. Шумана, И. Брамса, Ф. Мендельсона. Самыми известными её ученицами были профессор Московской консерватории М. Мирзоева и лауреат Сталинской премии первой степени А. В. Нежданова.
Скончалась 31 декабря 1918 года в Москве.